# Erateina leucolina
Erateina leucolina là một loài bướm đêm trong họ Geometridae.